# Thiouthioune
Thiouthioune est un village du Sénégal (Communauté rurale de Diakhao, région de Fatick) situé dans l'ancien Royaume du Sine sérère.
La population actuelle est estimée à 763.
La bataille de Fandane-Thiouthioune (18 juillet 1867) connue sous le nom bataille de Somb a eu lieu dans le voisinage de ce village,,.